# Мольрен
Мольре́н (фр. Molring, нем. Molringen) — коммуна во французском департаменте Мозель региона Лотарингия. Относится к  кантону Альбестроф.

## Географическое положение
Мольрен расположен в 55 км к юго-востоку от Меца и в 6 км к югу от Альбестрофа. Соседние коммуны: Торшвиль на северо-востоке, Лор на востоке, Гензелен и Лостроф на юго-востоке, Донном-ле-Дьёз и Басен на юго-западе, Маримон-ле-Бенестроф на западе, Небен на северо-западе.
Через территорию коммуны проходит железнодорожная линия Мец—Страсбург.

## История
- Мольрен был отдельным приходом в 1361 году.
- Деревня была уничтожена в XV веке и восстановлена лишь в 1698 году герцогом Лотарингии.

## Демография
По переписи 2007 года в коммуне проживало 10 человек.	